# Mister Link
Mister Link (Missing Link) è un film d'animazione in stop-motion del 2019 scritto e diretto da Chris Butler.

## Trama
Stanco di vivere in solitudine nel Pacifico nord-occidentale, il simpatico sasquatch Mr. Link recluta l'intrepido esploratore Sir Lionel Frost per condurlo fino alla leggendaria valle di Shangri-La, nella speranza di ricongiungersi con i suoi simili. Accompagnati dall'avventuriera Adelina Fortnight, il temerario trio affronterà una buona dose di pericoli nonostante i quali imparerà che a volte si può trovare una famiglia dove meno ce lo si aspetta.

## Produzione
Sono state riprodotte 110 scenografie con 65 luoghi per rendere la maestosità e la bellezza geografica dei luoghi.

## Promozione
Il primo trailer è stato diffuso online l'8 novembre 2018. L'11 novembre sono state pubblicate due locandine del film, mentre il secondo trailer è stato diffuso il 5 febbraio 2019.

## Distribuzione
Il film è stato distribuito nelle sale cinematografiche statunitensi dal 12 aprile 2019 da United Artists Releasing, il marchio di distribuzione creato da Annapurna Pictures e Metro-Goldwyn-Mayer, rendendolo il primo film Laika a non venire distribuito dalla Universal o Focus Features. In Italia è stato distribuito nelle sale cinematografiche dal 17 settembre 2020.

## Accoglienza

### Incassi
Il film, costato circa 102 milioni di dollari, ha incassato 16,649,539 dollari solo sul suolo statunitense e canadese. Nel resto del mondo, al 15 ottobre 2020, il film ha raggiunto la cifra totale di 26,565,710 dollari, con una perdita netta di circa 101,3 milioni di dollari considerando tutte le spese e le entrate.

### Critica
L'aggregatore di recensione online Rotten Tomatoes ha assegnato al film una valutazione pari all'89% di gradimento sulla base di 189 valutazioni, con un voto medio di 7.17 su 10.

## Riconoscimenti
- 2020 - Premi Oscar[10]
  - Candidatura per il miglior film d'animazione
- 2020 - Golden Globe[11]
  - Miglior film d'animazione
- 2019 - Chicago Film Critics Association Awards[12]
  - Candidatura per il miglior film d'animazione
- 2019 - San Diego Film Critics Society Awards[13]
  - Candidatura per il miglior film d'animazione
- 2020 - Critics' Choice Awards[14]
  - Candidatura per il miglior film d'animazione